# Manfred Stengl
Manfred Stengl (Salzburgo,1 de abril de 1946-Douglas, 6 de junio de 1992) fue un deportista austríaco que compitió en luge y bobsleigh.
Participó en los Juegos Olímpicos de Innsbruck 1964, obteniendo una medalla de oro en la prueba de luge doble. Ganó una medalla de plata Campeonato Europeo de Luge de 1962. Además, consiguió una medalla de bronce en el Campeonato Mundial de Bobsleigh de 1975.

## Palmarés internacional
| Juegos Olímpicos   | Juegos Olímpicos      | Juegos Olímpicos | Juegos Olímpicos |
| Año                | Lugar                 | Medalla          | Prueba           |
| ------------------ | --------------------- | ---------------- | ---------------- |
| 1964               | Innsbruck (Austria)   | Medalla de oro   | Doble            |
| Campeonato Europeo |                       |                  |                  |
| Año                | Lugar                 | Medalla          | Prueba           |
| 1962               | Weissenbach (Austria) | Medalla de plata | Doble            |

| Campeonato Mundial | Campeonato Mundial | Campeonato Mundial | Campeonato Mundial |
| Año                | Lugar              | Medalla            | Prueba             |
| ------------------ | ------------------ | ------------------ | ------------------ |
| 1975               | Cervinia (Italia)  | Medalla de bronce  | Cuádruple          |